# 59e régiment de marche
Pour les articles homonymes, voir 59e régiment.
Le 59e régiment d'infanterie de marche (ou 59e régiment de marche) est un régiment d'infanterie français, qui a participé à la guerre franco-allemande de 1870.

## Création et différentes dénominations
- 25 novembre 1870 : formation du 59e régiment d'infanterie de marche
- 24 juillet 1871 : fusion dans le 59e régiment d'infanterie de ligne

## Historique
Le 59e de marche est formé le 25 novembre 1870 au Mans, à trois bataillons à six compagnies. Il amalgame la 4e compagnie de dépôt du 5e régiment de ligne, les 6e et 7e compagnies de dépôt du 7e, les 4e et 5e compagnies de dépôt du 11e, la 3e compagnie de dépôt du 13e, les 5e et 6e compagnies de dépôt du 37e, la 1re compagnie de dépôt du 63e, les 3e et 4e compagnies de dépôt du 81e, la 5e compagnie de dépôt du 87e et la 3e compagnie de dépôt du 97e.
Il rejoint en novembre 1870 la « colonne de Tours » de l'armée de la Loire,. Il passe ensuite à la 2e brigade de la 2e division d'infanterie du 21e corps d'armée. Il combat notamment à Vendôme le 15 décembre puis à la bataille du Mans en janvier 1871.
Il fusionne le 24 juillet 1871 dans le 59e régiment d'infanterie de ligne.